# Redada del Rainbow Lounge
La redada en el Rainbow Lounge ocurrió a las altas horas de la madrugada el 28 de junio de 2009 en el Rainbow Lounge, un bar gay en Fort Worth (Texas). La redada fue llevada a cabo por miembros de la Comisión de Bebidas Alcohólicas de Texas (Texas Alcoholic Beverage Commission, TABC) y el departamento de policía local. Varios clientes fueron arrestados por embriaguez pública y un cliente, Chad Gibson, recibió severas heridas en la cabeza y lesiones cerebrales mientras se encontraba en custodia. La policía afirmó que clientes del bar les habían hecho proposiciones sexuales, llegando al contacto. Otros clientes fueron detenidos y liberados más tarde sin haber sido detenidos.
En respuesta al incidente, varios testigos que se encontraban en el bar esa noche, incluyendo a Todd Camp, el director artístico del festival de cine LGBT local, comenzaron una campaña de concienciación de base, lanzando una página informativa en Facebook llamada «Rainbow Lounge Raid». En las siguientes semanas, la página llegó a tener casi 15 000 miembros. Se organizó una protesta en las escaleras del juzgado del Condado de Tarrant la tarde siguiente. El grupo de defensa de los derechos LGBT basado en Dallas, Queer Liberaction, organizó una vigila con velas por la víctima, una acción «Milk Box» y, más tarde, una protesta más formal.
El hecho tuvo una especial relevancia en los medios de comunicación debido a que la redada ocurrió durante el 40 aniversario de los Disturbios de Stonewall, una famosa redada de una bar gay que se considera que inició el movimiento de los derechos LGBT moderno.
El Rainbow Lounge está situado en el número 651 de la avenida South Jennings, en una zona de Fort Worth donde abundan los bares gays.

## Respuesta de la ciudad
Como resultado de la polémica generada en torno a la redada del Rainbow Lounge, el jefe de la policía de Fort Worth nombró por primera vez a un oficial de enlace con la comunidad LGBT, Sara Straten. Peticiones para la creación de ese puesto se remontaban a 30 años antes y habían sido rechazadas hasta el momento. En el momento del nombramiento, Fort Worth era la mayor ciudad de EE. UU. sin un oficial de policía de enlace con la comunidad LGBT.
En la primera reunión del concejo de la ciudad de Fort Worth tras la redada y tras demandarlo uno de los asistentes, el alcalde se disculpó por los acontecimientos en el Rainbow Lounge. al día siguiente, cuando la disculpa había sido noticia nacional e internacional, el alcalde afirmó que sus disculpas habían sido sacadas de contexto, que se referían al herido y no a la redada en si.

## Respuesta del estado de Tejas
Como resultado de la redada, la Comisión de Bebidas Alcohólicas de Texas despidió a tres personas y sancionó a otras dos. La agencia también completó algunos cambios que ya estaban previstos, incluyendo un incremento en la formación sobre la diversidad cultural.
Una investigación separada sobre el «uso de fuerza» determinó que las dos acusaciones de: (a) «que el Rainbow Lounge fue tomado como objetivo por ser un bar gay» y (b) que los funcionarios del TABC «usaron la fuerza más allá de lo que era necesario y razonable», eran infundadas. Pero el administrador del TABC, Alan Steen, ánunció que «los cinco oficiales de enlace educativos regionales serán renombrados como enlaces con la comunidad, y serán los encargados de mantener el contacto con diversos grupos de la comunidad, incluyendo organizaciones LGBT o representando minorías raciales, étnicas y religiosas.» Steen también nombró al Director de comunicaciones y relaciones gubernamentales enlace con la comunidad LGBT «en un esfuerzo para mejorar las comunicaciones en el estado».